# Marienkirche (Königsberg in Bayern)

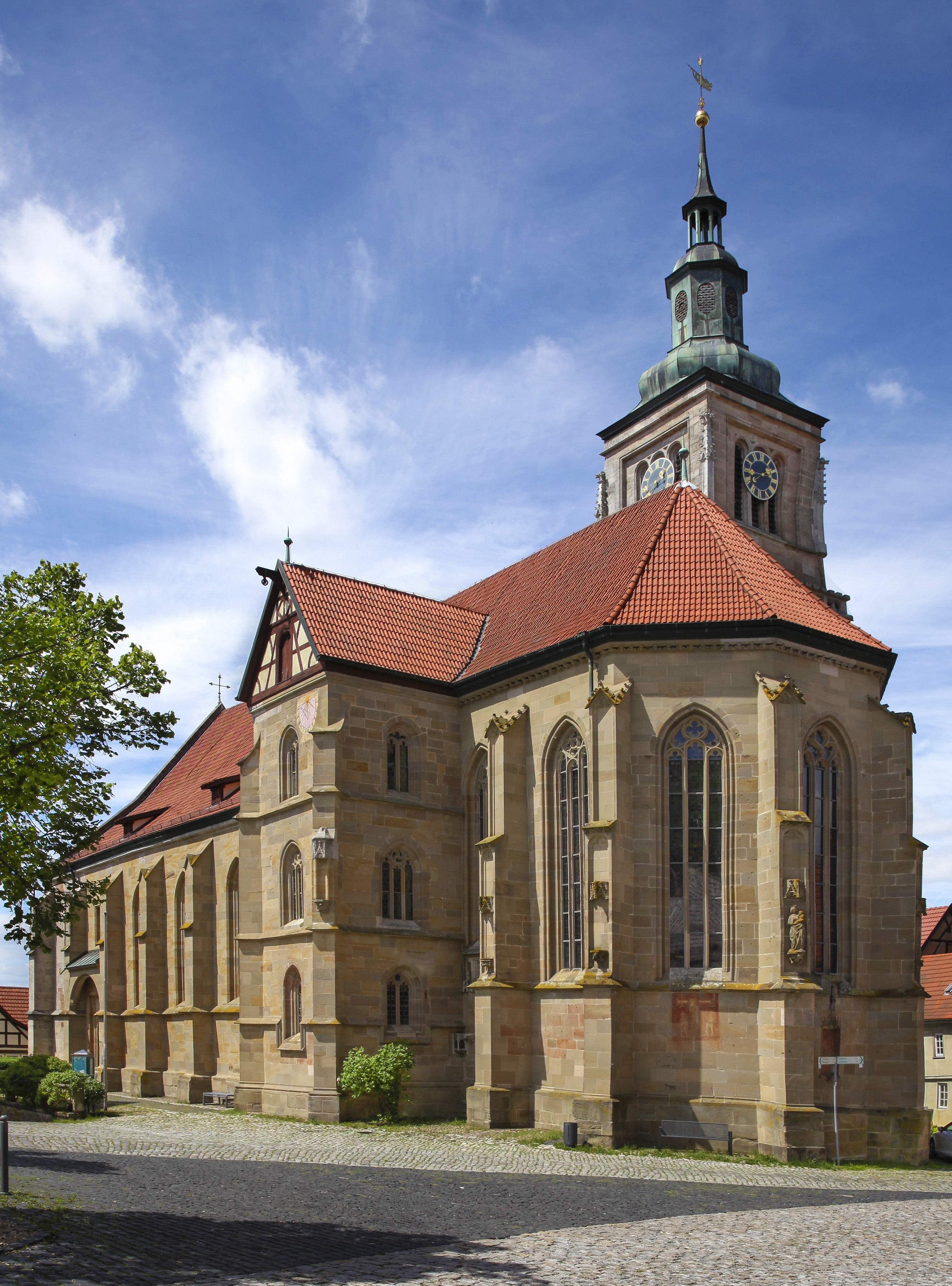
Marienkirche zu Königsberg in Bayern

Die evangelisch-lutherische Marienkirche zu Königsberg in Bayern steht im unterfränkischen Landkreis Haßberge. Die spätgotische, dreischiffige Stadtpfarrkirche stammt aus dem Jahr 1432.

## Geschichte
Unter Bischof Gerhard von Schwarzburg hatte das Hochstift Würzburg im Jahr 1394 von Herzog Swantibor von Pommern die Stadt und das Amt Königsberg erworben. 1397 begann der Kirchbau auf den Fundamenten eines älteren Wehrbaus. Am 13. Juli 1432 folgte die Weihe der Kirche ad Sanctam Mariam und ihrer fünf Altäre, darunter je ein St.-Thomas-, Katharinen-, Jakobs- und Urbanaltar, unter dem Patrozinium der Mutter Gottes durch den Würzburger Weihbischof Hermann. Der Turm, der bei der Weihe wohl nur drei Geschosse, drei Glocken und ein Notdach hatte, war erst 1446 mit einem kupferbekleideten Spitzhelm und vier Ecktürmchen fertiggestellt worden. Die letzten Gewölbe wurden bis 1464 im westlichen Kirchenteil eingebaut. Steinmetzzeichen weisen auf ein Mitglied der Straßburger Bauhütte als Baumeister hin. 1520 war die Sakristei, die sich zuvor im Turm befand, angebaut und 1558 und 1599 jeweils um ein Geschoss aufgestockt worden.
Im Jahr 1449 wurde Königsberg eine selbstständige Pfarrei, die nach der Einführung der Reformation 1524 lutherisch wurde. 1528 folgte der Dekanatssitz in Königsberg mit sechs Pfarreien.
Am 28. Mai 1640 zogen im Verlauf des Dreißigjährigen Kriegs kaiserliche Truppen in Königsberg ein und setzten das Gotteshaus in Brand. Das Langhaus und der obere Teil des Kirchturms wurden schwer, der Chor weniger beschädigt. Die Außenwände und Teile des Chorraums blieben stehen. Den Kirchturm ließ die Gemeinde im Jahr 1642 wieder aufbauen und bei Georg Werther in Coburg 1641 gegossene Glocken aufhängen. Die Instandsetzung des Chores begann 1645. Dazu wurden hölzerne Emporen im Chorraum eingebaut. Das Langhaus wurde ab 1650 in barocken Formen mit acht Innenpfeilern, jeweils elf Meter hohen Eichenkanthölzern mit 45 Zentimeter Kantenlänge, errichtet. Eine Holzdecke, bestehend in den Seitenschiffen aus Flachdecken, durch Leisten in Felder geteilt, und im Mittelschiff aus einem Tonnengewölbe, überspannten den Innenraum. An der Nordseite wurde eine eingeschossige, an der Westseite eine zweigeschossige Empore angeordnet. 1685 erhielt der Kirchturm eine welsche Haube als Turmdach. Der Altar wurde aus alten Steinen neu gebaut. Die Arbeiten fanden im Jahr 1700 mit einer farbigen Ausmalung ihren Abschluss. 1854 folgte eine Renovierung und Neugestaltung des Innenraums in weißer Farbe.
In den Jahren 1898 bis 1904 ließ die Coburger Staatsregierung die Marienkirche nach Plänen des Coburger Architekten Leopold Oelenheinz restaurieren und regotisieren. Die Wiedereinweihung war am 19. Juli 1904. Spenden und eine Kirchenbaulotterie finanzierten die rund 360.000 Mark teure Baumaßnahme. Oelenheinz ließ ab 1903 anhand von alten Vorbildern, Bruchstücken und Baubeschreibungen den gotischen Innenraum im Langhaus durch den Neuaufbau der steinernen, gotischen Pfeilerreihen und der Gewölbe herstellen. Zuvor wurden unter anderem die Außenwände und -pfeiler durch teilweise Unterfangung und Erneuerung der Fundamente gesichert, die massiven Chorgewölbe saniert und umfangreiche Bildhauerarbeiten durchgeführt. Dabei entstanden wieder ein Sakramentshäuschen und ein kleiner Orgelchor. Der geplante Ersatz der Turmbedachung durch einen Spitzhelm mit Ecktürmen kam nicht zur Ausführung.
Bei Arbeiten an der Gründung wurde ein größeres Gräberfeld mit Skeletten sowohl im Inneren der Kirche als auch ringsum gefunden. Oelenheinz schätzte, dass auf der untersuchten Fläche von 30 mal 25 Metern die Überreste von mindestens 700, wahrscheinlich aber 1500 Toten liegen. Es wird vermutet, dass das Massengrab aus der Zeit der Sorbenüberfälle um das Jahr 633 stammen könnte. Nach dem Anschluss des Freistaats Coburg mit der Exklave Königsberg an Bayern im Jahr 1920 folgte am 5. Januar 1923 die Aufhebung der Superintendentur Königsberg und der Zuschlag zum Dekanat Rügheim.
1960 wurde der aktuelle Altar des Nürnberger Künstlers Heinz Heiber aufgestellt. Zwischen 2003 und 2005 folgte eine Außenrestaurierung.

## Beschreibung

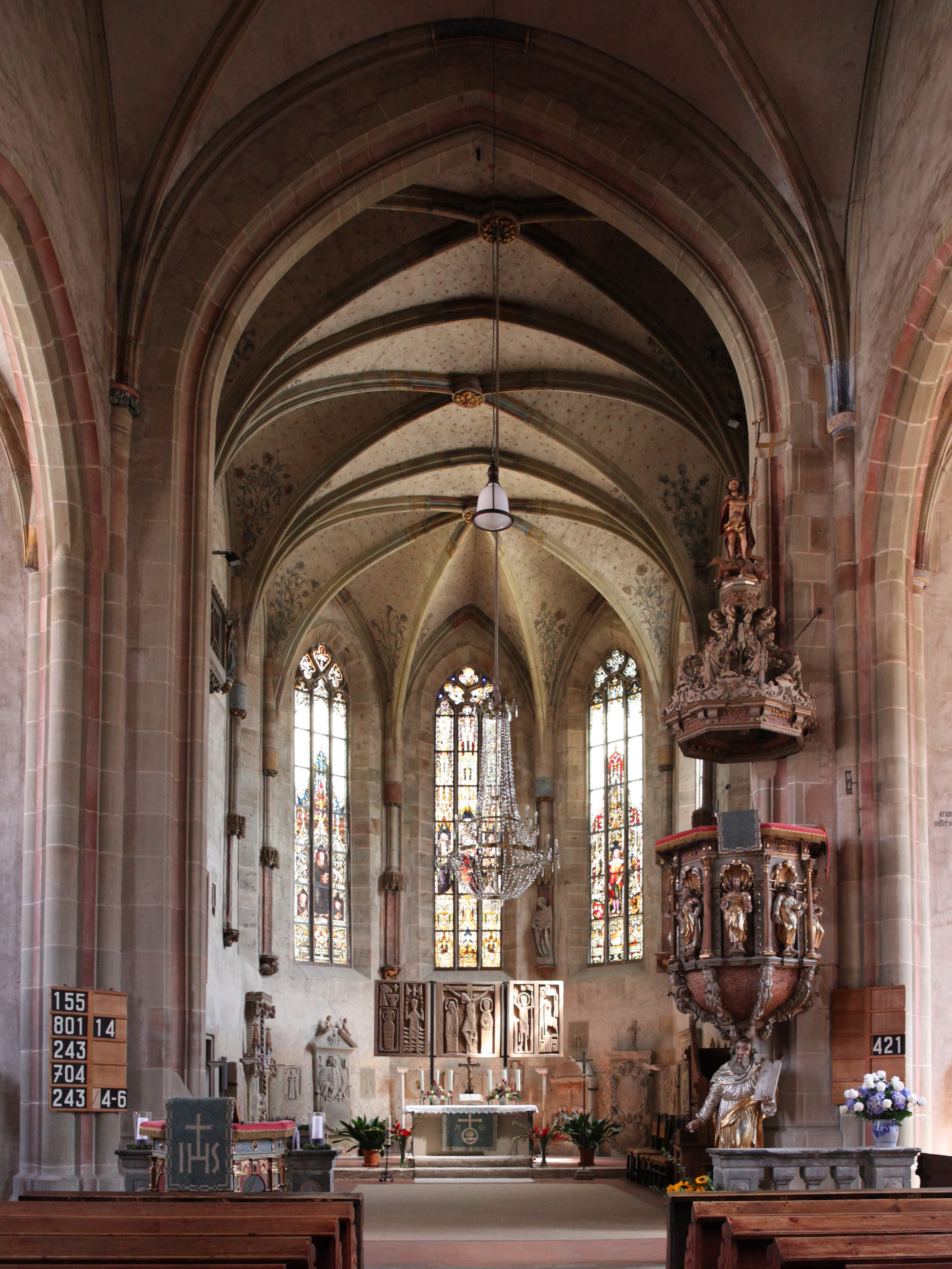
Chorraum

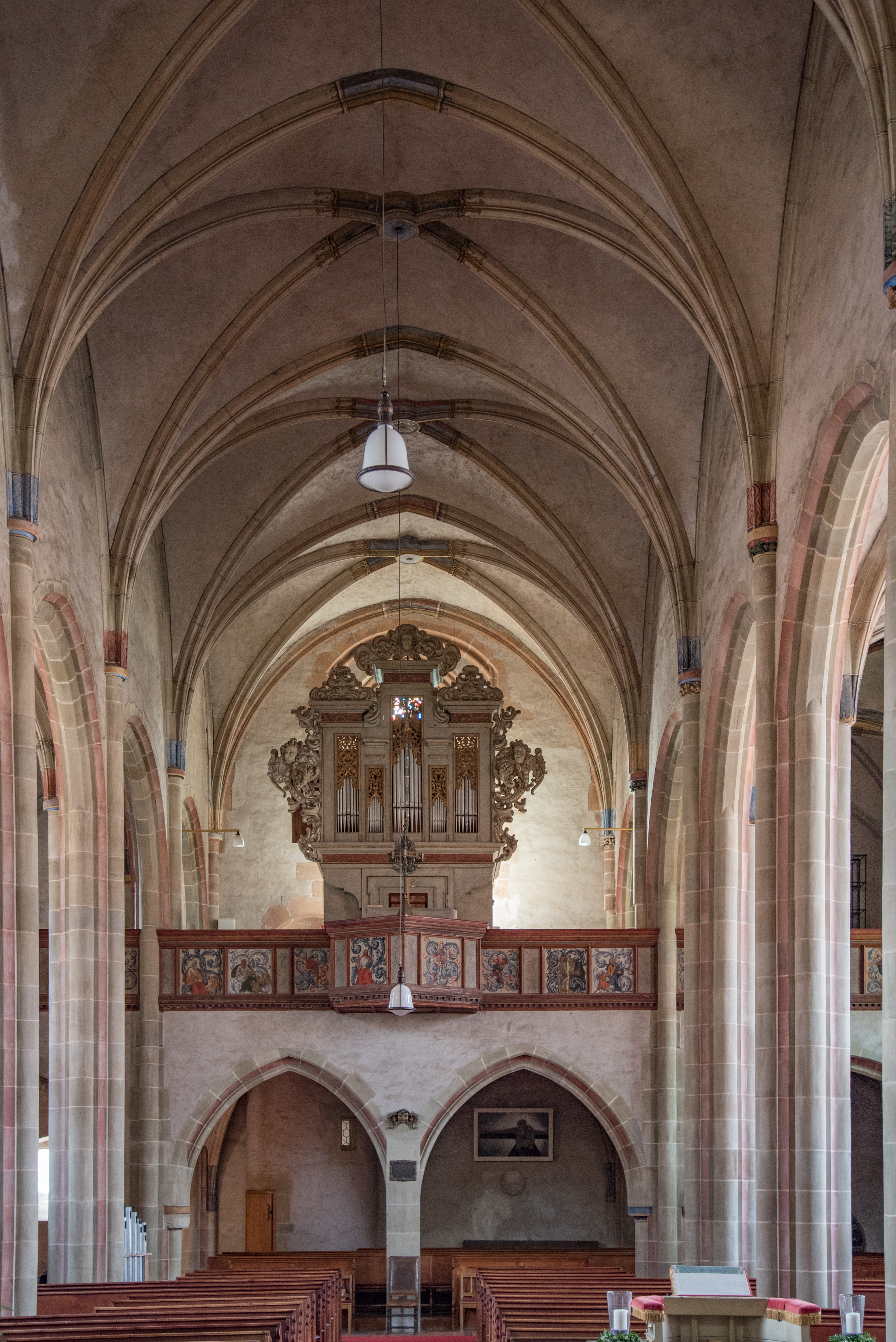
Mittelschiff

Am Marktplatz, in der Nordostecke des Königsberger Stadtkerns gelegen, steht die ortsbildprägende Pfarrkirche. Sie bildet zusammen mit dem benachbarten Rathaus das kommunale, kirchliche und städtebauliche Zentrum der Stadt. Die spätgotische dreischiffige Hallenkirche ist 41,5 Meter lang und bis zu 22 Meter breit. Sie hat einen eingezogenen Chor und an der nördlichen Seite einen 46 Meter hohen Chorflankenturm. Gegenüber befindet sich an der südlichen Seite der dreigeschossige Sakristeianbau. Das ziegelgedeckte Chor- und Langhausdach hat die gleiche Neigung und Firsthöhe.
Der Chorraum hat die Breite des Mittelschiffes und ist mit fünf Achteckseiten geschlossen. Er besteht aus zwei Jochen mit vierkappigen Kreuzgewölben und einem Schlussjoch mit sechs Kappen. Den unteren Abschluss der Doppelkehlprofile der Gewölberippen bilden Kragsteine, auf denen nicht mehr vorhandene Figuren standen. Die Konsolen sind mit verschiedenen Gestalten verziert. Über den Figurennischen befinden sich Überdachungen. Die Schlusssteine des Gewölbes sind runde Scheiben.
Die sechs spitzbogigen Chorfenster sind dreiteilig und mit Maßwerk gefüllt. In den Chor ragt eine ursprünglich vom Turm aus zugängliche reichgeschmückte kleine Orgelempore, die erkerartig vom zweiten Turmgeschoss in den Chor vorspringt. Sie wurde Anfang des 17. Jahrhunderts zurückgebaut. Oelenheinz ließ sie wiederherstellen. Ein Relief unterhalb der Empore stellt ihn dar. Auf der Nordseite befindet sich ein Sakramentshaus, das 1578 abgebrochen und auch neu errichtet wurde. In den Gewölbezwickeln des Chors ist der Paradiesgarten durch Pflanzen der Königsberger Landschaft auf einem Grund von rotbraunen Sternen dargestellt. In der Nordwand führt eine rechteckige Tür zum runden Treppenturm und eine große Spitzbogentür in das Turmerdgeschoss. In der Südwand befindet sich die spitzbogige Sakristeitür und daneben ein Rundbau für die zu den Sakristeiobergeschossen führende Wendeltreppe.
Die fünf gestuften Strebepfeiler des Chores verzieren Konsolen, an die zum Teil Gestalten gemeißelt sind, die wohl menschliche Laster symbolisieren sollen. Von den Figuren auf den Kragsteinen ist nur noch an der östlichen Chorseite eine Madonnenfigur erhalten. Das Original aus dem Jahr 1420 befindet sich in den Kunstsammlungen auf der Veste Coburg. Die Figurennischen sind überdacht.
Etwas tiefer, links von der Madonna, zeigt ein Fresko den heiligen Sebastian, an einem Pfahl gebunden und von zwei Armbrustschützen beschossen. An der Südseite ist neben dem Sakristeianbau ein größeres, rechteckiges Relief des Ölberggebetes angeordnet, eingerahmt seitlich durch zwei kleine Heiligennischen.
Die Felder des dreischiffigen, fünfjochigen Langhauses überspannen Kreuzgewölbe. Sie wurden mit Rabitz errichtet. Im letzten, dem westlichen Achsenfeld, steht eine eingeschossige Empore mit der Orgel in der Mitte. Den östlichen Abschluss bildet im Mittelschiff ein spitzbogiger Triumphbogen. In den ersten vier Achsen der Nordseite und den ersten drei der Südseite befinden sich zwischen den Strebepfeilern dreiteilige Spitzbogenfenster mit spätgotischem, einfachem Maßwerk. Das vierte Fenster der Nordseite ist niedriger, weil darunter eine Eingangstür mit einem spitzbogigen Portal eingebaut ist. Gegenüber befindet sich in der Südseite das rundbogige Haupteingangsportal mit einem korbbogigen, rechteckig umfassten rechteckigen Fenster darüber. Die Gestaltung dieser Fassadenachse stammt wohl aus dem 17. Jahrhundert. Die Westseite hat keinen Eingang. Dort befindet sich mittig ein großes vierteiliges Spitzbogenfenster mit Maßwerk, darüber ein kleines rechteckiges Fenster zum Dachboden. Eine Wendeltreppe in einer Wandnische erschließt die Empore. Zusätzlich wurden bei dem letzten Umbau ein runder Treppenturm und Strebepfeiler errichtet.
Der fünfgeschossige Kirchturm hat im Erdgeschoss einen von einem Kreuzgewölbe überspannten Raum mit einer Nische in der Westwand mit einem eingemauerten romanischen Bogenprofil. Die anderen Geschossdecken sind Holzkonstruktionen. Eine steinerne Wendeltreppe in einem Turmanbau erschließt die beiden unteren Turmobergeschosse. Die beiden obersten Geschosse sind durch eine Holztreppe im Turm zugänglich. Gesimse zwischen den Geschossen gliedern die Fassade. Unter dem zweiten und vierten Gesims verläuft ein Bogenfries. Im Erdgeschoss befindet sich in der Ostseite eine rechteckige Eingangstür mit einem Flachbogengiebel, wohl im 18. Jahrhundert so gestaltet. Im ersten Turmobergeschoss sind in der Nordseite zwei und in der Ostseite ein zweigeteiltes Spitzbogenfenster angeordnet. Das zweite, leicht zurückgesetzte Obergeschoss hat in der Ost- und Nordseite jeweils zwei eng nebeneinanderstehende, rechteckige Fenster, die durch Bögen geteilt sind. Im dritten Obergeschoss oberhalb des Kirchendachfirstes befinden sich allseitig jeweils zwei Spitzbogenfenster. Das oberste, das Glockengeschoss, ist zurückgesetzt und hat einen Umgang mit einer Steinbrüstung. An jeder Seite sind drei hohe, eng aneinandergestellte Rundbogenfenster angeordnet, die außen eine rechteckige Abstufung umzieht. Den Turmabschluss bildet eine achtseitige Schweifkuppel in Kupfer mit einem Aufsatz mit ovalen Fenstern gefolgt von einer Kuppel, einem Arkadenaufsatz, einem Zeltdach und der Helmspitze.
Gegenüber vom Kirchturm befindet sich an der südlichen Seite der dreigeschossige Sakristeianbau mit einer steinernen Wendeltreppe in der inneren Chorecke. Ein rippenloses Kreuzgewölbe und zwei zweigeteilte Spitzbogenfenster befinden sich im Erdgeschoss. Das erste Obergeschoss war als Kapelle angelegt. Es hat ebenfalls ein Kreuzgewölbe, die beiden Spitzbogenfenster sind dreigeteilt. Das zweite Obergeschoss mit zwei zweiteiligen Spitzbogenfenstern, als Archiv und Bibliothek angelegt, überspannt eine Holzbalkendecke. Den Abschluss bildet ein steiles Giebeldach mit einem Giebelfeld aus Fachwerk. Über Eck gestellte Strebepfeiler gliedern neben drei Gesimsen die Fassade. Der südöstliche Pfeiler hat eine Figurennische wie die Chorpfeiler.

## Ausstattung

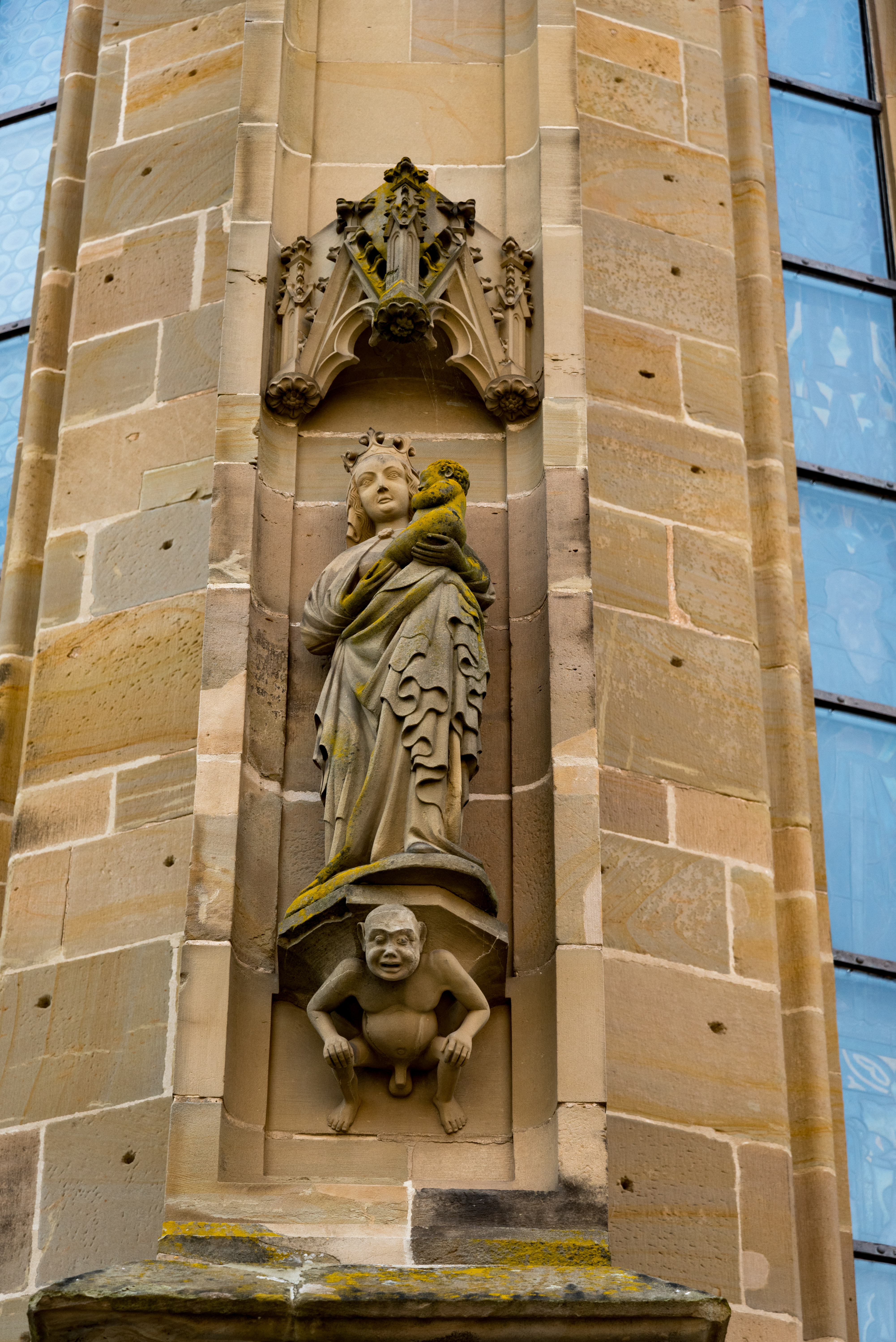
Madonna
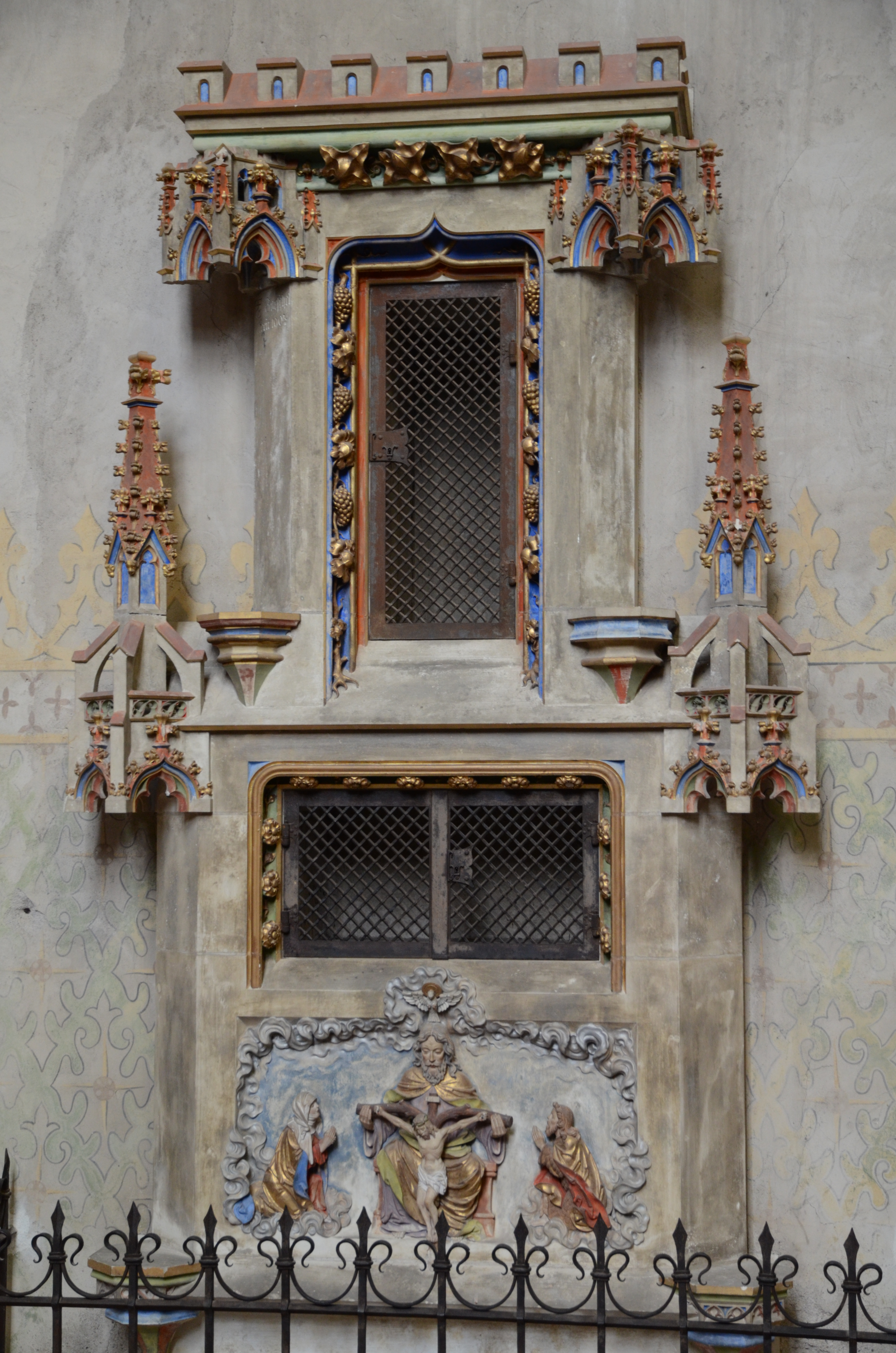
Sakramentshäuschen
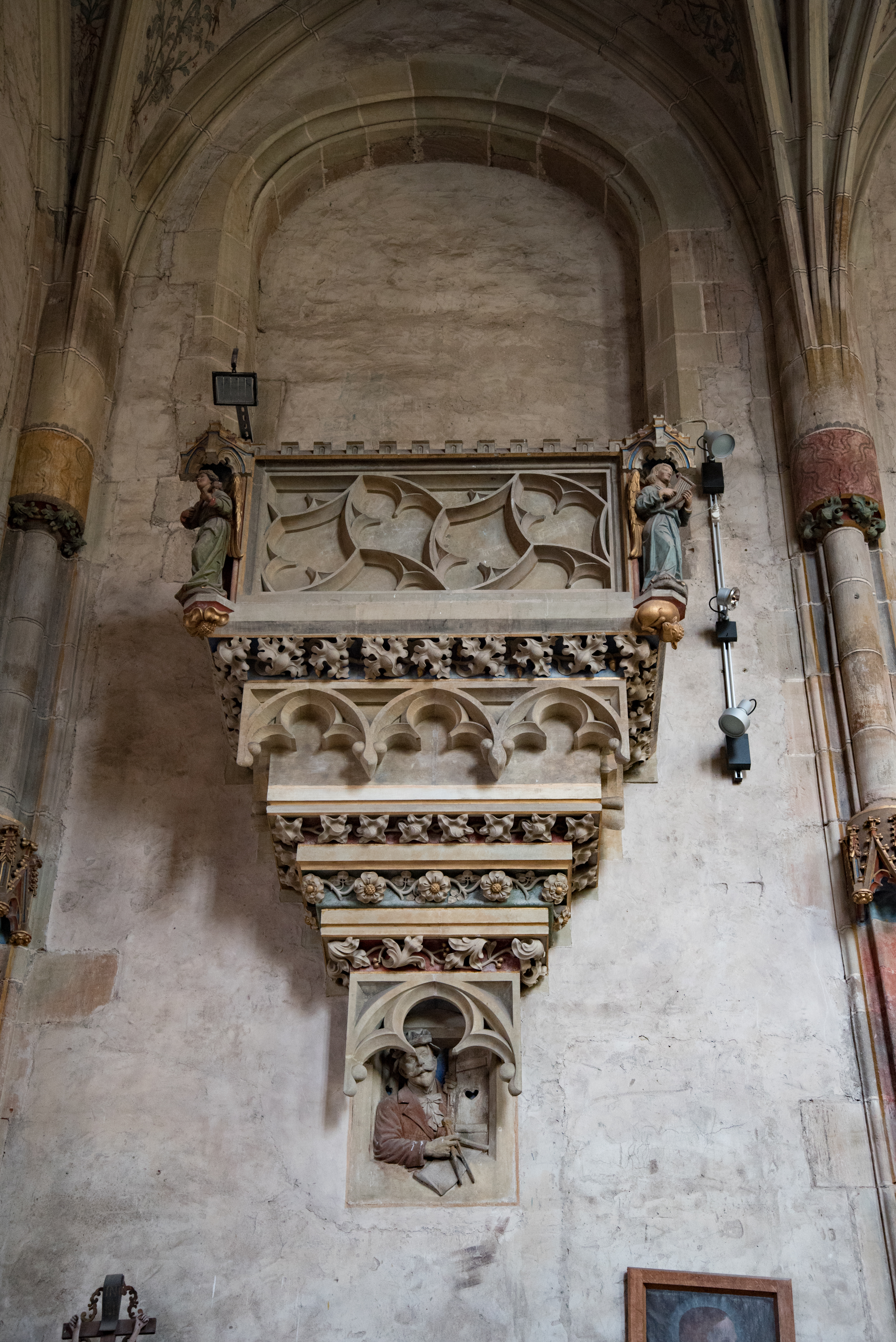
Ehemalige Orgelempore
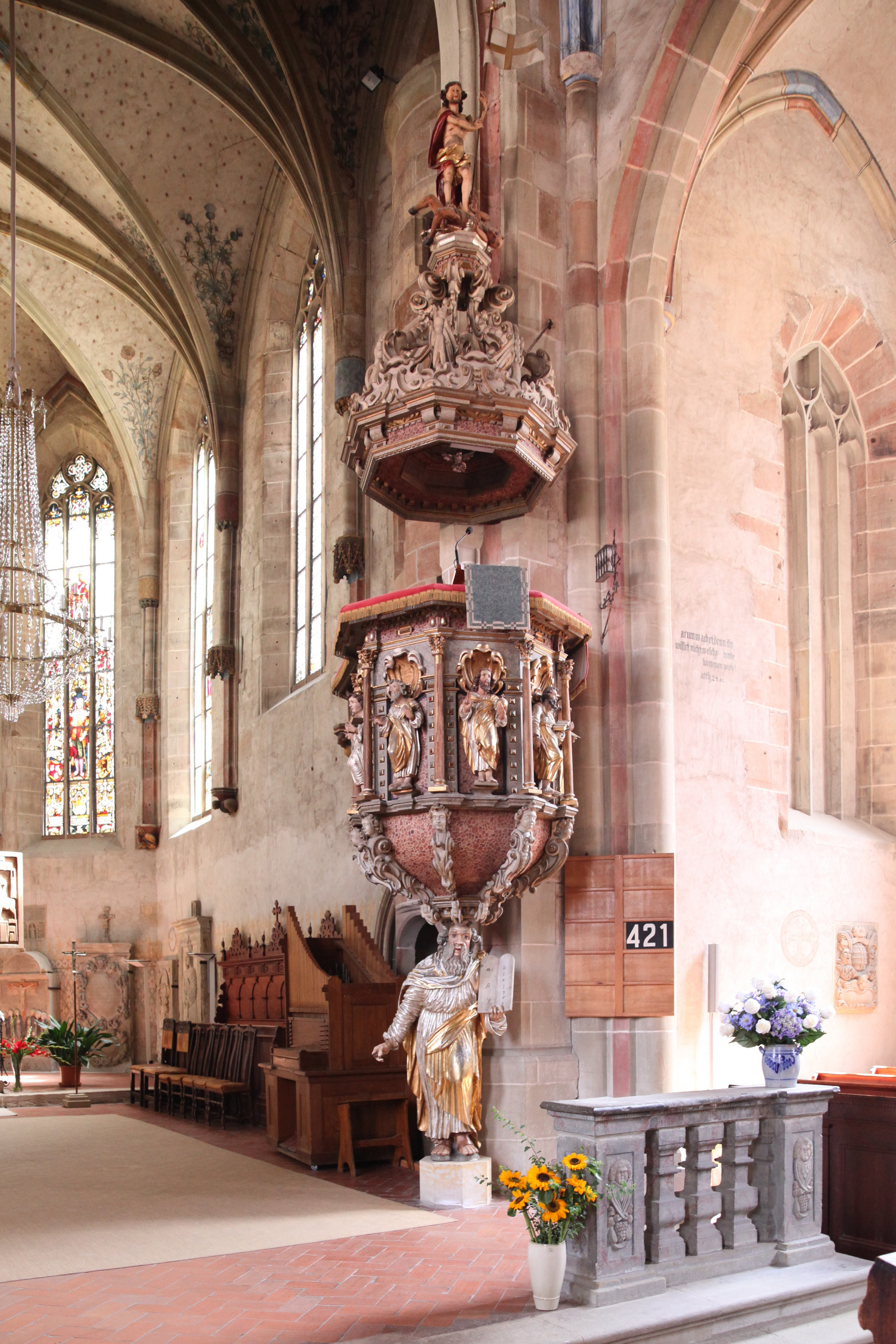
Kanzel und Chorschranke
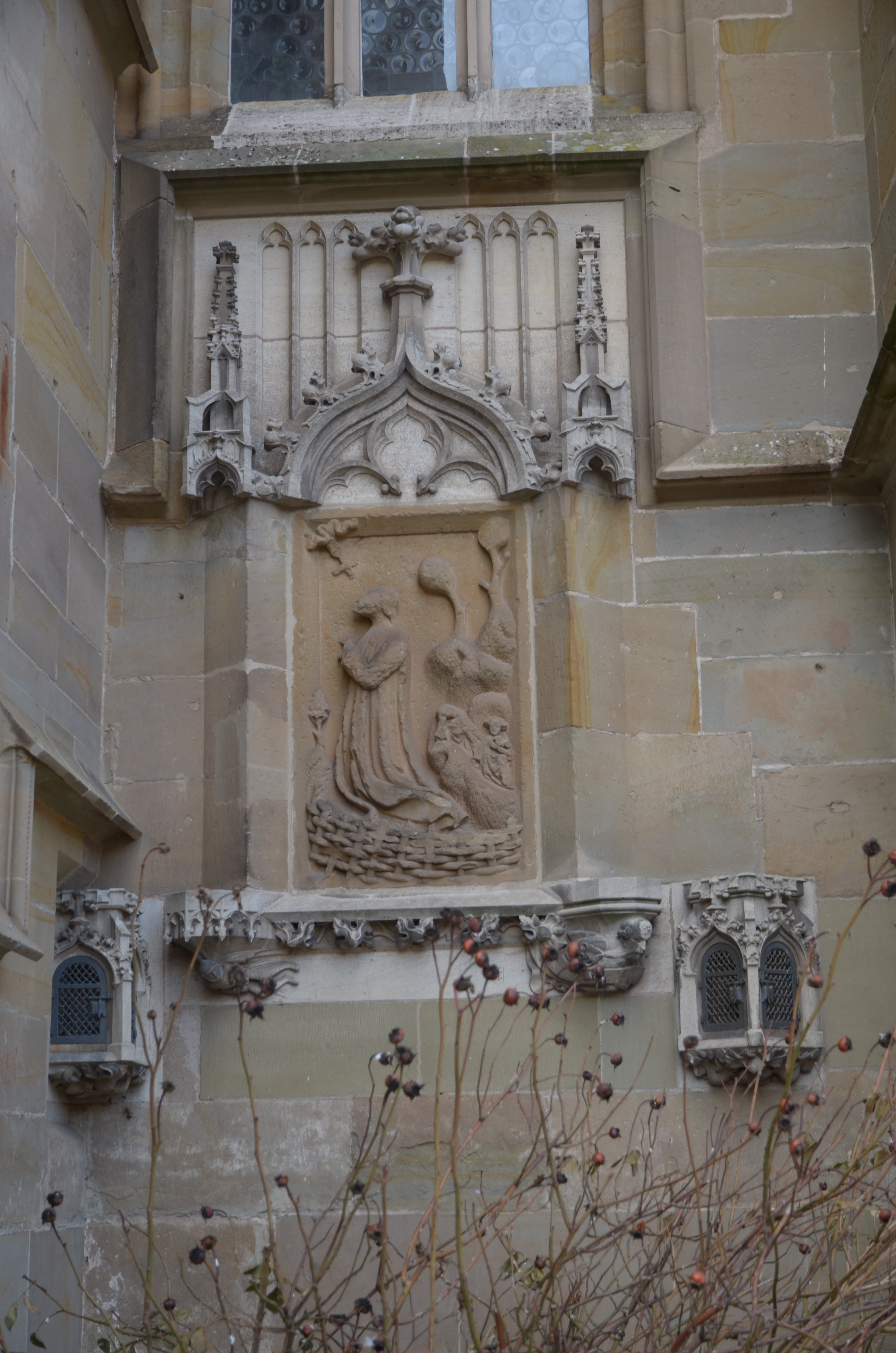
Ölberggruppe

Die einst reiche Ausstattung der Kirche ist an vielen Konsolen und Baldachinen zu erkennen.
Das Renaissancelesepult stammt aus dem Jahr 1697, die Barockkanzel am südlichen Triumphbogenpfeiler aus der gleichen Zeit. Sie wird von einer Mosesfigur getragen, die die Gesetzestafeln mit den zehn Geboten in der Hand hält. Um den Kanzelkorb stehen die vier Evangelisten. Auf dem Schalldeckel befindet sich als Krönung eine Christusfigur, die über den am Boden liegenden Teufel triumphiert. Vor der Kanzel steht eine im Spätrenaissancestil gestaltete Chorschranke aus Sandstein. Der achteckige Taufstein stammt aus dem Ende des 18. Jahrhunderts. Er ist eine Spende von Herzogin Alexandrine. Die wiederaufgebaute Westempore schmückt die barocke, bemalte Brüstung der vorherigen Holzempore.
Im Chorraum stammen 23 Grabdeckplatten und Wandepitaphe sowie eine Totentafel aus einem Zeitraum von 1500 bis 1714. Einige befanden sich ursprünglich in der Friedhofskapelle St. Burkhard und wurden im Jahr 1900 zusätzlich aufgestellt. Ein Grabstein erinnert an den fürstlichen Rat Heinrich Gottlob von Seckendorff aus Oberzern, der bei seinem Tod 1675 sächsischer Amtmann auf der Burg Königsberg war.
Die gestifteten Chorfenster sind typische Exemplare der Glasmalerei vom Anfang des 20. Jahrhunderts und mit figürlichen Darstellungen vor Landschaften und/oder Architekturelementen gestaltet. Das Chorscheitelfenster ist ganzflächig mit Glasmalerei gestaltet. Es zeigt in der Mitte stehend Christus, ihm zur Seite Petrus und Paulus. Alle anderen Chorfenster haben Felder oder zumindest Teilflächen in Butzen, Sechseck- oder Rechteckaufteilung. Dem Mittelfenster steht links ein Fenster mit Martin Luther sowie den Halbfiguren Philipp Melanchthons und Justus Jonas und rechts ein Fenster zu Ehren von Herzog Ernst dem Frommen von Gotha, der für den Wiederaufbau des verbrannten Gotteshauses viel tat, zur Seite. Das westliche Fenster auf der Nordseite ist dem Herzog Wilhelm gewidmet, diesem gegenüber befindet sich ein Glasgemälde mit der Figur Friedrichs des Weisen und den Wappen von Worms und Augsburg.
An der Wand des Nordschiffes hängt ein großes Gemälde des Gekreuzigten, darunter eine Gedenktafel für Herzog Johann Ernst. Außerdem befindet sich dort das in die Wand eingelassene Gipsmodell eines im Jahr 1900 für die Kreuzkirche in Dresden geschaffenen Bronzereliefs des Bildhauers Heinrich Epler. Es wurde 1906 von Eplers Witwe gestiftet und zeigt die lutherische Abendmahlsfeier in der Kreuzkirche mit Kurfürst Johann Friedrich dem Großmütigen am 6. Juli 1539. Auf dem Bild sind auch Eplers Eltern als Bürgergestalten verewigt.

## Orgel

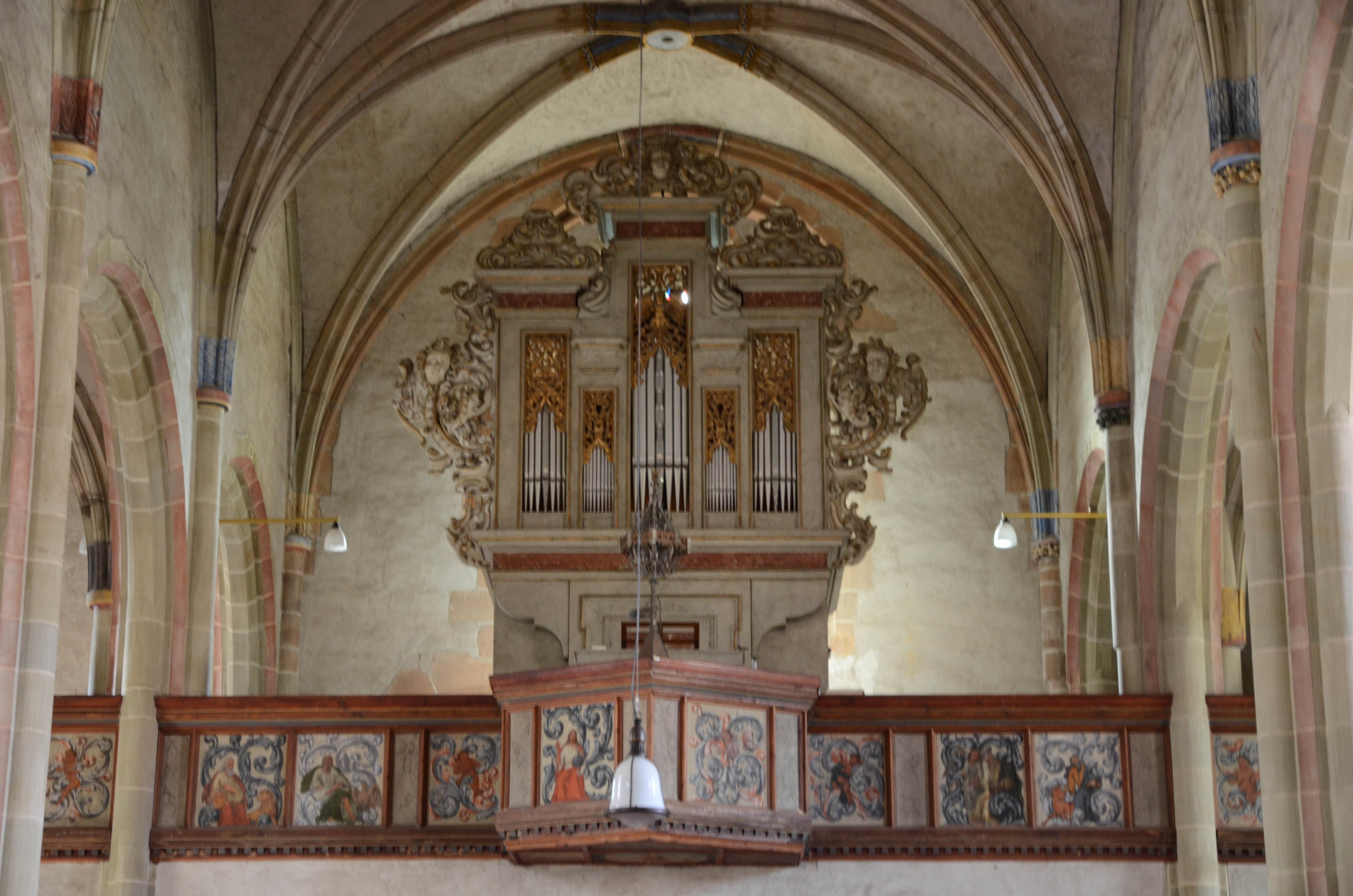
Orgel

Der historische barocke Orgelprospekt stammt von einem Instrument, das 1660 von dem Kulmbacher Orgelbauer Matthias Tretzscher aufgestellt worden war und 1836 vom Orgelbauer Johann Georg Strützelberger von Untersteinach überholt wurde. Bis 2017 befand sich in dem Orgelgehäuse ein kleines Orgelwerk des Orgelbauers Johannes Strebel aus dem Jahr 1904. Das Instrument hatte damals rund 10.000 Mark gekostet und insgesamt dreizehn Register auf zwei Manualwerken und Pedal. Das spätromantische Klangbild der Strebelorgel wurde 1956 im damaligen Zeitgeist stark verändert. 2020 wurde ein neues Orgelwerk in das Orgelgehäuse gefügt. Das Instrument von der Firma Orgelbau Mühleisen (Leonberg) hat 27 Register, darunter zwei extendierte Register, auf zwei Manualwerken und Pedal.
| I Hauptwerk C–g3 |             |       |
| 1.               | Principal 0 | 8'    |
| 2.               | Gamba       | 8'    |
| 3.               | Hohlflöte   | 8'    |
| 4.               | Octave      | 4'    |
| 5.               | Waldflöte   | 4'    |
| 6.               | Quinte      | 2 ⁄3' |
| 7.               | Octave      | 2'    |
| 8.               | Mixtur IV   | 2'    |
| 9.               | Trompete    | 8'    |

| II Schwellwerk C–g3 |                |        |
| 10.                 | Konzertflöte   | 8'     |
| 11.                 | Salicional     | 8'     |
| 12.                 | Gedeckt        | 8'     |
| 13.                 | Schwebung      | 8'     |
| 14.                 | Fugara         | 4'     |
| 15.                 | Traversflöte   | 4'     |
| 16.                 | Nasat          | 2 ⁄3'  |
| 17.                 | Flautino       | 2'     |
| 18.                 | Terz           | 1 3⁄5' |
| 19.                 | Plein Jeu IV 0 | 2'     |
| 20.                 | Oboe           | 8'     |
|                     | Tremulant      |        |

| Pedal C–f1 |                             |     |
| 21.        | Principalbass               | 16' |
| 22.        | Subbass                     | 16' |
| 23.        | Octavbass (Ext. Nr. 21)     | 08' |
| 24.        | Gedecktbass (Ext. Nr. 22)   | 08' |
| 25.        | Choralbass (Ext. Nr. 21)    | 04' |
| 26.        | Posaune                     | 16' |
| 27.        | Trompetenbass (Ext. Nr. 26) | 08' |

- Koppeln: II/I (auch als Sub- und Superoktavkoppeln), II/II (Sub- und Superoktavkoppeln), I/P, II/P (auch als Superoktavkoppel)
- Effektregister: Zimbelstern, Vogelgesang

## Glocken
Die größte Glocke, die Vaterunser-Glocke, hat einen Durchmesser von 125 Zentimetern und wird durch das sächsische Wappen verziert. Sie trägt am Rand die Namen der Bürgermeister Natz und Foslar und die Umschrift: „Georg Werter von Coburg goß mich 1641. Die frommen Christen rufe ich und die Toten beweine ich. Wilhelm Schröter, Doktor und Amtmann in Königsberg“. Die 11-Uhr-Glocke stammt aus demselben Jahr und wurde ebenfalls von Werter gegossen. Sie hat einen Durchmesser von 96 Zentimetern und trägt die Aufschrift „Gottes Wort gibt einen ewigen Schall über Berg und Tal“. Die 12-Uhr-Glocke, mit einem Durchmesser von 78 Zentimetern, stammt aus dem Jahr 1772 von Johann Andreas Mayer aus Coburg. Sie ist verziert mit dem Wappen und Namen des Herzogs Ernst Friedrich Karl und dem Namen des amtierenden Amtmanns. Die kleinste Glocke mit 75 Zentimetern Durchmesser wurde 1764 von Mayer in Coburg gegossen.